# Ловча (Холмський повіт)
Ловча, або Лівча (пол. Łowcza) — село в Польщі, у гміні Савин Холмського повіту Люблінського воєводства. Населення — 98 осіб (2011).

## Історія
1649 року вперше згадується церква східного обряду в селі.
За даними етнографічної експедиції 1869—1870 років під керівництвом Павла Чубинського, у селі здебільшого проживали польськомовні римо-католики, меншою мірою — греко-католики, які також розмовляли польською.
У 1975—1998 роках село належало до Холмського воєводства.

## Населення
Демографічна структура станом на 31 березня 2011 року:
|          | Загалом | Допрацездатний вік | Працездатний вік | Постпрацездатний вік |
| -------- | ------- | ------------------ | ---------------- | -------------------- |
| Чоловіки | 43      | 9                  | 29               | 5                    |
| Жінки    | 55      | 12                 | 28               | 15                   |
| Разом    | 98      | 21                 | 57               | 20                   |

## Особистості

### Народилися
- Надія Мазурчак (1937—2009) — українська актриса[3].